# Elektriciteitscentrale Ibbenbüren
Elektriciteitscentrale Ibbenbüren (Kraftwerk Ibbenbüren Block B) was een steenkool-gestookte centrale van het Duitse energiebedrijf RWE in Ibbenbüren in de Duitse deelstaat Noordrijn-Westfalen.
Bij de op de Schafberg gelegen centrale staat een schoorsteen van 275 meter. Dit is een bekend oriëntatiepunt in het Tecklenburger Land. Blok A, Preussag Ballastkraftwerk en Nike-Kraftwerk waren voorheen kleinere centrales rond deze locatie. De brandstof antraciet (steenkool) werd in de aangrenzende mijn gewonnen, maar deze mijn is sinds 31 augustus 2018 gesloten. Het ketelhuis (blok B) werd op 6 april 2025 opgeblazen. De koeltoren is dezelfde dag daarna opgeblazen.

## Externe links

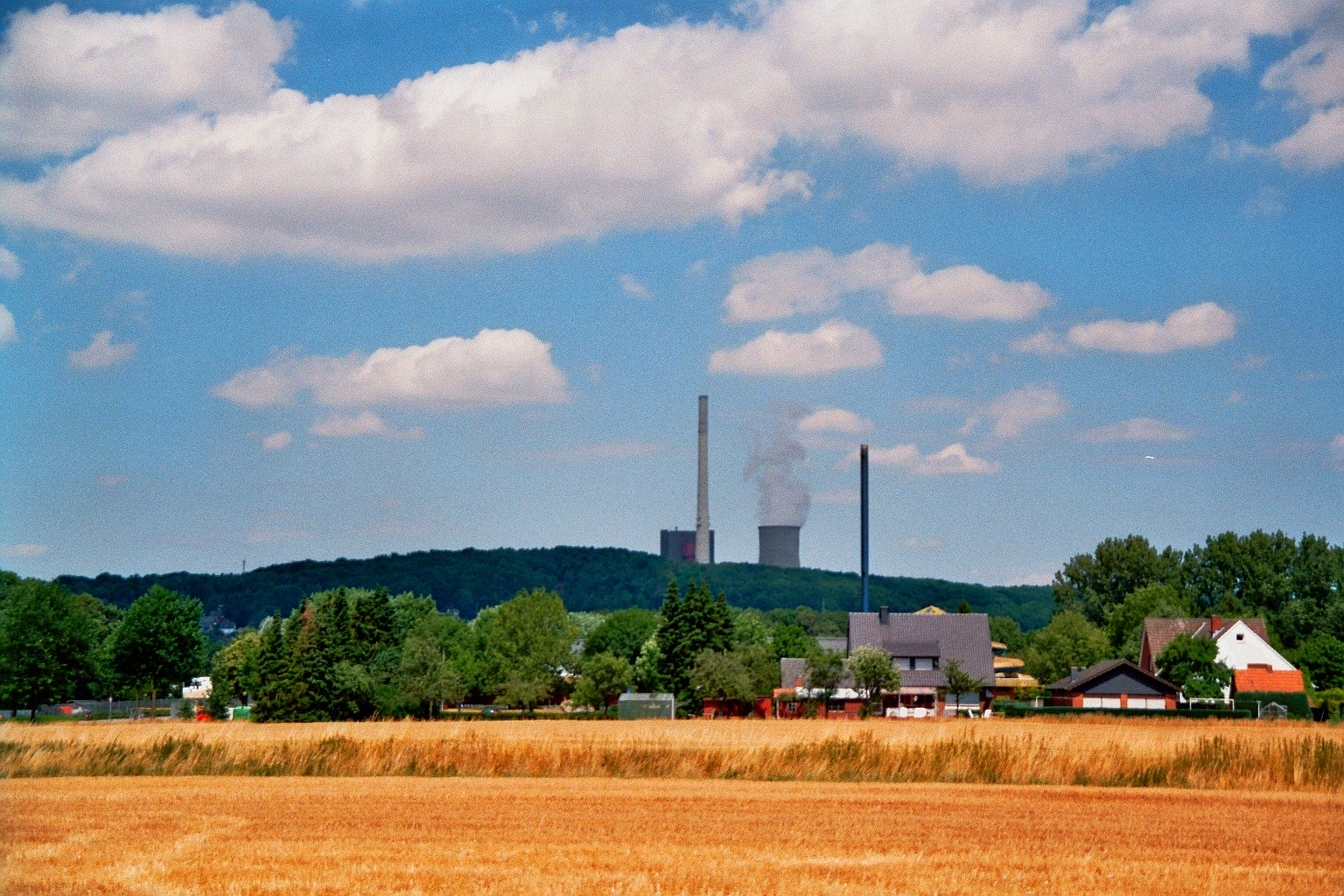
elektriciteitscentrale Ibbenbüren (2010)
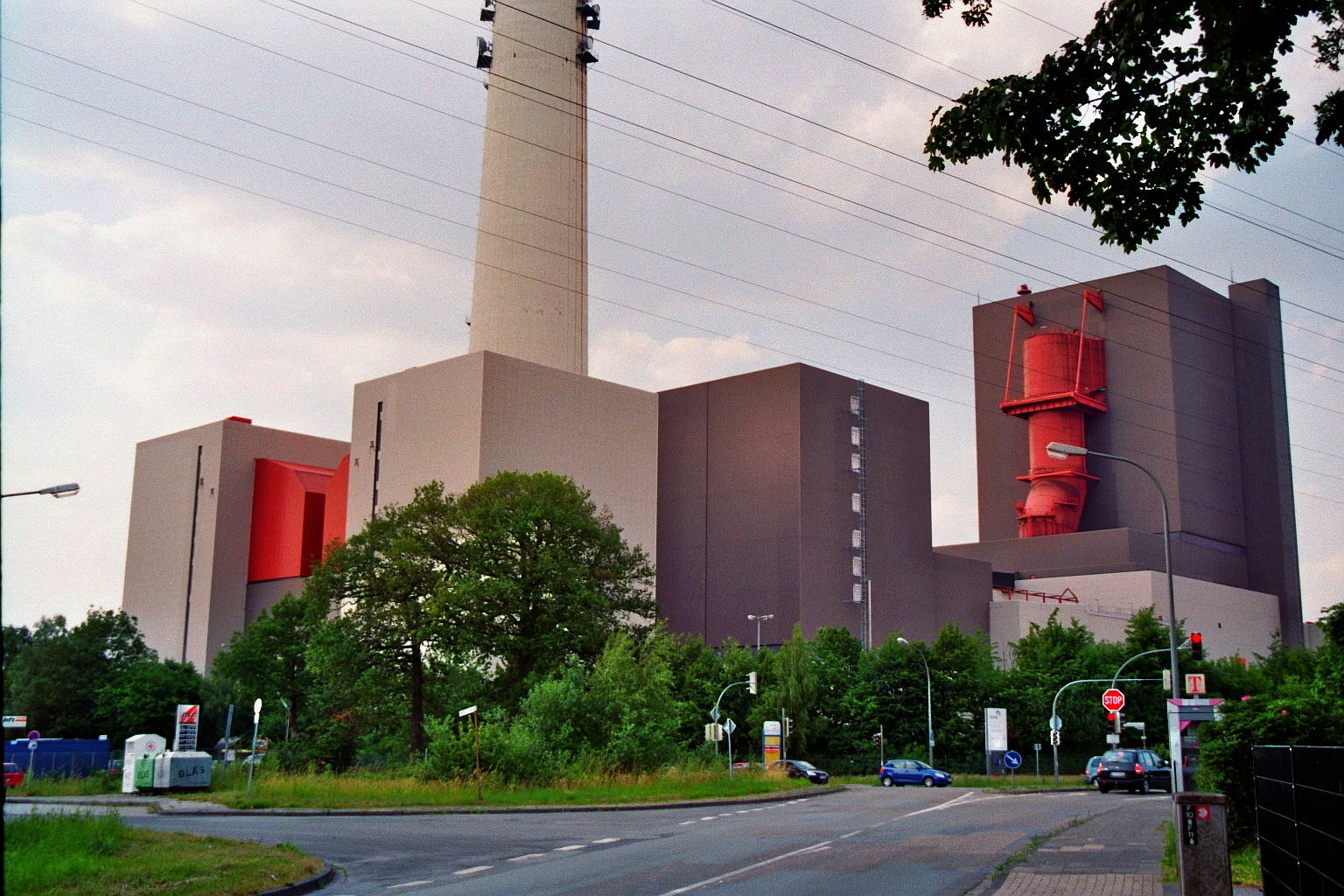
elektriciteitscentrale Ibbenbüren (2010)